# LDPC
Код з малою щільністю перевірок на парність (LDPC-код від англ. Low-density parity-check code, LDPC-code) — код, який використовують при передаванні інформації каналом зв'язку, окремий випадок блокового лінійного коду з перевіркою парності. Особливістю є мала щільність значущих елементів матриці перевірки, за рахунок чого досягається відносна простота реалізації засобів кодування.
Також називають кодом Галлагера, за ім'ям автора першої праці на тему LDPC-кодів.
LDPC-код застосовують у стандарті стільникового зв'язку 5G NR.